# العلاقات الوسط إفريقية السورية
العلاقات الوسط أفريقية السورية هي العلاقات الثنائية التي تجمع بين جمهورية أفريقيا الوسطى وسوريا.

## مقارنة بين البلدين
هذه مقارنة عامة ومرجعية للدولتين:
| وجه المقارنة                                              | جمهورية أفريقيا الوسطى          | سوريا                    |
| --------------------------------------------------------- | ------------------------------- | ------------------------ |
| المساحة (كم2)                                             | 622.98 ألف                      | 185.18 ألف               |
| عدد السكان (نسمة)                                         | 4.66 مليون                      | 18.27 مليون              |
| الكثافة السكانية (ن./كم²)                                 | 7.48                            | 98.66                    |
| العاصمة                                                   | بانغي                           | دمشق                     |
| اللغة الرسمية                                             | اللغة الفرنسية، اللغة السانغوية | اللغة العربية            |
| العملة                                                    | فرنك وسط أفريقي                 | ليرة سورية               |
| الناتج المحلي الإجمالي (بليون دولار)                      | 1.95 مليار                      | 60.20 مليار              |
| الناتج المحلي الإجمالي (تعادل القوة الشرائية) بليون دولار | 3.03 مليار                      |                          |
| الناتج المحلي الإجمالي الاسمي للفرد دولار أمريكي          | 323                             |                          |
| الناتج المحلي الإجمالي للفرد دولار أمريكي                 | 594                             |                          |
| مؤشر التنمية البشرية                                      | 0.350                           | 0.594                    |
| رمز المكالمات الدولي                                      | +236                            | +963                     |
| رمز الإنترنت                                              | .cf                             | .sy                      |
| المنطقة الزمنية                                           | ت ع م+01:00                     | ت ع م+02:00، ت ع م+03:00 |

## منظمات دولية مشتركة
يشترك البلدان في عضوية مجموعة من المنظمات الدولية، منها:
| علم المنظمة | اسم المنظمة                               | تاريخ انضمام جمهورية أفريقيا الوسطى | تاريخ انضمام سوريا |
| ----------- | ----------------------------------------- | ----------------------------------- | ------------------ |
|             | مؤسسة التنمية الدولية                     | 27 أغسطس 1963                       | 28 يونيو 1962      |
|             | يونسكو                                    | 11 نوفمبر 1960                      | 16 نوفمبر 1946     |
|             | وكالة ضمان الاستثمار متعدد الأطراف        | 8 سبتمبر 2000                       | 14 مايو 2002       |
|             | الأمم المتحدة                             | 20 سبتمبر 1960                      | 24 أكتوبر 1945     |
|             | الاتحاد البريدي العالمي                   | ?                                   | ?                  |
|             | البنك الدولي للإنشاء والتعمير             | 10 يوليو 1963                       | 10 أبريل 1947      |
|             | الاتحاد الدولي للاتصالات                  | 2 ديسمبر 1960                       | 12 يناير 1924      |
|             | منظمة حظر الأسلحة الكيميائية              | ?                                   | ?                  |
|             | مؤسسة التمويل الدولية                     | 1 أبريل 1991                        | 28 يونيو 1962      |
|             | المركز الدولي لتسوية المنازعات الاستشارية | 14 أكتوبر 1966                      | 24 فبراير 2006     |
|             | منظمة الشرطة الجنائية الدولية             | ?                                   | ?                  |